# محاصره سونچون
محاصره سونچون (انگلیسی: Siege of Suncheon) یکی از نبردها بود که در خلال تهاجم ژاپن به کره (۱۵۹۸–۱۵۹۲) بین نیروهای ژاپن و نیروهای متحد کره و مینگ درگرفت.